# بهاراتي أشريكار
بهاراتي أشريكار هي ممثلة هندية، ولدت في 15 أكتوبر 1957.

## أعمال

### أفلام
- (2013) صندوق الغداء[3]

## وصلات خارجية
- بهاراتي أشريكار على موقع IMDb (الإنجليزية)
- بهاراتي أشريكار على موقع قاعدة بيانات الأفلام العربية
- بهاراتي أشريكار على موقع ألو سيني (الفرنسية)
- بهاراتي أشريكار على موقع أول موفي (الإنجليزية)
- بهاراتي أشريكار على موقع قاعدة بيانات الأفلام السويدية (السويدية)
- بهاراتي أشريكار على موقع قاعدة بيانات الفيلم (الإنجليزية)
- بهاراتي أشريكار على موقع كينوبويسك (الروسية)